# Hans von Rosen
Hans Robert von Rosen (Estocolm, 8 d'agost de 1888 – Lindö, Norrköping, Östergötland, 2 de setembre de 1952) va ser un oficial de l'exèrcit i genet suec que va competir a començaments del segle xx.
El 1912 va prendre part en els Jocs Olímpics d'Estocolm, on va guanyar la medalla d'or en la prova de salts d'obstacles per equips del programa d'hípica, formant equip amb Gustaf Lewenhaupt, Gustaf Kilman i Fredrik Rosencrantz, amb el cavall Lord Iron. Vuit anys més tard, als Jocs d'Anvers revalidà la medalla d'or en la competició de salts d'obstacles per equips, amb el cavall  Poor Boy, alhora que guanyava la de bronze en la prova de doma clàssica individual muntant a  Running Sister.
Com a militar arribà al grau de capità el 1925., alhora que rebé diverses condecoracions.
Hans von Rosen es va casar dues vegades. El 1914 es casà amb Dagmar Sophia Wikström (1892-1942), amb qui va tenir dues filles, però de la qual es divorcià el 1927. El 1933 es tornà a casar, en aquesta ocasió amb la baronessa Ebba Astrid Beate-Sophie Axelsdotter (Linde) Klinckowström (1902-2000), amb qui va tenir dues filles.